# 修士 (保健学)
修士（保健学）（しゅうし ほけんがく）は、修士の学位であり、保健学（放射線学、理学療法学、保健統計学等）や、国際保健学（公衆衛生学、感染症学、人類学等）に関する専攻分野を修めることによって、当該大学の大学院より授与されるものである。
日本では主に、修士（保健学）の学位は、医学部保健学科を設置した大学の大学院修士課程によって授与される。
医学部医学科が医師を養成する学科であるのに対し、医学部保健学科は俗に「コメディカル」と呼ばれる臨床検査技師、診療放射線技師、看護師（あるいは保健師や助産師）、理学療法士、作業療法士などを養成する学科であることが多いため、修士（保健学）の学位取得者は、これら医療系の資格所有者であることが少なくない。
なお看護学分野については、近年は修士（看護学）を授与する大学が主となっている。

## 関連学位
保健学修士の上に位置づけられる学位として、大学院博士課程の博士（保健学）、下に位置づけられる学位として、大学（四年制大学）の学士（保健学）がある。博士および学士も修士の学位と同様に、大学によって名称に多様性がある。
一般財団法人医学物理士認定機構の実施する医学物理士認定試験の受験資格に、放射線技術学系の修士（保健学）または理工学系の修士（理学）を有するものまたは見込みであるものが掲げられている。